# Vereniging van Dienstplichtige Militairen
De Vereniging van Dienstplichtige Militairen (VVDM) was tussen 1966 en 1996 een Nederlandse vakbond voor dienstplichtigen.

## Geschiedenis
De vereniging werd opgericht op 4 augustus 1966 door Loebas Oosterbeek en werd in 1969 formeel gesprekspartner van de minister van Defensie. De vereniging organiseerde begin jaren zeventig spraakmakende acties over de groetplicht, de vrije haardracht en compensatieregelingen, en telde op haar hoogtepunt in de jaren zeventig meer dan 40.000 leden. Dat was toen bijna 80% van alle dienstplichtigen. De vereniging had nauwe contacten met organisaties van dienstplichtigen in diverse Europese landen en sloot zich in 1990 bij de algemene vakbond FNV aan.
Vanaf april 1967 verscheen maandelijks Twintig, het verenigingsblad van de VVDM. Aan Twintig waren opvallende redacteuren als Derk Sauer en Fons Burger verbonden.
De VVDM werd in 1971 en 1972 landelijk meer bekend door acties tegen de groetplicht en verplichte korte haardracht in het Nederlandse leger (o.a. voor de vrijlating van Rinus Wehrmann die weigerde zijn haar te laten knippen), bezorgden de VVDM veel publiciteit en goodwill. Ook de acties rond de VVDM-redacteuren Wim Schul en Hans Dona, die na 'opruiende' artikelen tot 4 maanden tuchtklasse in Nieuwersluis waren veroordeeld, kregen veel media-aandacht.
In 1972 werd een concurrerende vereniging opgericht, de Algemene Vereniging Nederlandse Militairen (AVNM). Deze bond schuwde, anders dan de VVDM, acties en wilde middels overleg met de dienstleiding verbeteringen voor militairen verkrijgen.

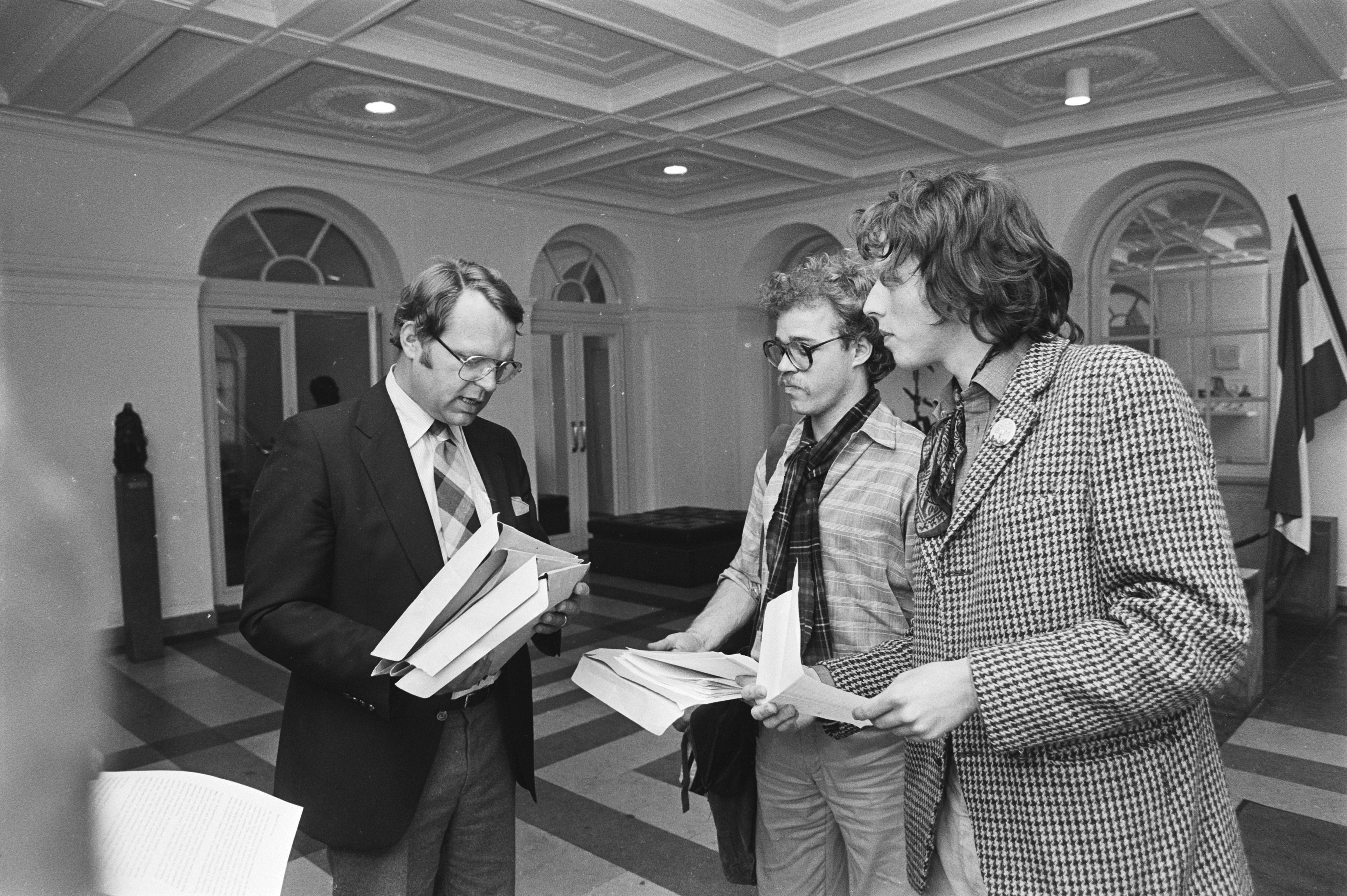
Klaas de Vries (Defensie Commissie) neemt VVDM-petitie aan (1980).
Rechts Ybo Buruma

In 1973 schafte de minister van defensie Henk Vredeling de groetplicht in het Nederlandse leger af, na jaren actievoeren van de VVDM. De VVDM voerde o.a. actie door het houden van jaarlijkse "Nationale Groetdagen" waarop de dienstplichtigen niet alleen hun meerderen groetten maar iedereen die zij tegenkwamen. Dienstplichtigen waren tot dat tijdstip verplicht om als onderdeel van de krijgstucht iedere meerdere in de rang die zij tegenkwamen, op elk moment te groeten.
Hoogtepunt in de actiebereidheid van de VVDM-ers was de landelijke demonstratie voor compensatie van weekeinddiensten van 14 februari 1974 in Utrecht waar 8.000 dienstplichtigen zich verzamelden. In dat jaar had de VVDM ca. 20.000 leden, ongeveer 60% van de dienstplichtigen was lid van de soldatenvakbond.
Minder massaal maar veel besproken waren de acties van de VVDM tegen nieuwe kruisvluchtwapens in Nederland. In 1981 was de VVDM mede betrokken bij de door het IKV georganiseerde vredesdemonstratie in Amsterdam, op 21 november 1981. Ook bij de door het Komitee Kruisraketten Nee georganiseerde demonstratie op 29 oktober 1983 in Den Haag liepen tussen de half miljoen mensen enkele tientallen soldaten in uniform mee, ondanks een verbod van de legerleiding.
In 1995 verloor de VVDM een kort geding tegen de Nederlandse staat waarbij de VVDM eiste dat 24.000 dienstplichtigen niet meer opgeroepen zouden worden. Reden voor het kort geding was dat de dienstplicht een jaar later, in het kader van een grote reorganisatie, officieel opgeheven zou worden. In de ogen van de VVDM was deze laatste oproep een oneigenlijk gebruik van de dienstplicht en leden de opgeroepen jonge mannen materiële schade doordat zij niet op de arbeidsmarkt actief konden zijn.
De opkomstplicht werd echter in september 1996 opgeschort. De VVDM hief zichzelf op 16 september 1996 op, tijdens een laatste congres in Artis met als thema "het democratisch gehalte van het leger". Gelijktijdig werd de Stichting Erfgoed VVDM opgericht waarin het overgebleven eigen vermogen werd gestort, om zodoende de vereniging opnieuw te kunnen oprichten als de opkomstplicht weer zou worden ingevoerd. Deze Stichting bestaat nog steeds.

## Organisatie
De VVDM kende de volgende organen:
- Het hoogste besluitvormend orgaan was de Algemene Leden Vergadering (ALV). Een ALV werd sinds de jaren zeventig eens in de twee maanden gehouden en was open voor alle leden. Tijdens de ALV werden de beleidsuitgangspunten van de vereniging vastgesteld en worden nieuwe bestuursleden gekozen. Er waren twee soorten leden te onderscheiden: gewone leden (dienstplichtigen) en buitengewone leden (ex-dienstplichtigen).
- Het Algemeen Bestuur had als primaire taak het leiden van de VVDM en het waarborgen van de continuïteit van de organisatie. De snel wisselende bestuurssamenstelling veroorzaakte een continuïteitsprobleem in de VVDM. Daarom zaten in het Algemeen Bestuur naast de leden van het Dagelijks Bestuur voormalige dagelijks bestuurders of oud-afdelingsbestuurders.
- Het Dagelijks Bestuur was belast met de dagelijkse leiding van de VVDM. Het Dagelijks Bestuur bestond uit 7 à 8 dienstplichtigen die op dat moment dienstplichtig waren. Het Dagelijks Bestuur zat eerst op legerplaats De Wittenberg (bij Stroe) en was tussen 1972 en 1988 ingekwartierd op de Hojelkazerne in Utrecht. Tussen 1988 en 1995 was de Kromhoutkazerne het hoofdkwartier. De leden van het Dagelijks Bestuur waren vrijgesteld van alle dienstplichten.

Binnen de structuur van de VVDM hadden de afdelingen een centrale rol. In principe vormden de VVDM-leden die op een kazerne waren gelegerd een afdeling. Elke afdeling had haar eigen bestuur (afdelingsbestuurders), dat de afdeling vertegenwoordigde. Eind jaren zestig werden de afdelingen in districten ingedeeld. Elk district had een districtscoördinator. In die tijd kwamen de afdelingsbestuurders in zogenaamde hearings bijeen.
Naast de bovengenoemde organen kende de VVDM tientallen commissies die op verschillende beleidsterreinen het Algemeen en Dagelijks Bestuur ondersteunden. Verder waren er zogenaamde 'ALV-commissies', die door de Algemene Leden Vergadering ingesteld werden en die aan de ALV verantwoording moesten afleggen.

## Voorzitters

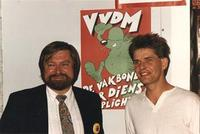
VVDM-oprichter Loebas Oosterbeek (links) in 1986 met de toenmalige VVDM-voorzitter (Maarten Veldhuizen)

- Loebas Oosterbeek (1966-67)
- Marius Aalders (1967-68)
- Chris van Bockel (1968-69)
- Ruud Bergamin (1969-70)
- Huub Dijstelbloem (1970-71)
- Jan Reijntjes (1971)
- Jan van Bergen (1971-72)
- Kees Beemsterboer (1972-73)
- Paul Turken (1973-74)
- Hans Wilmink (1974)
- Jan Witting (1974-75)
- Jan Willem Wesseldijk (1975)
- Theo de Roos (1975-76)
- Jos Linneman (1976-77)
- Hans Tomson (1977-78)
- Mart Classens (1978)
- Eric Köhler (1978-79)
- Rico Monasso (1979-80)
- Hans Revier (1980-81)
- Wim Neijndorff (1981-82)
- Kees de Kort (1982-83)
- Abel Smit (1983)
- Martin Koper (1983)
- René Kok (1983-1984)
- Hans van der Wal (1984)
- Jan van Nies (1985)
- Maarten Veldhuizen (1986)
- Piet de Vey Mestdagh (1986-87)
- Fritz van Rikxoort (1987-88)
- Remco Verkerke (1988-89)
- Robert Zaal (1989-90)
- Kees van Udenhout (1990)
- Ronald van Woenzel (1990-91)
- Lars Vervoort 1991
- Gino Vogelsang 1991
- Rinco de Koeijer 1991
- Erwin Haan 1991
- Pieter Kas (1991-92)
- Gielt Algra (1992-93)
- Noud van de Rhee (1993-1994)
- Raoul Gregoire (1994)
- Gerrit de Vries (1995)
- Anne Pieter Diermanse (1995)

## Publicaties (kleine selectie)
- Standpunt VVDM met betrekking tot het rapport van de werkgroep betreffende herziening militair tuchtrecht (commissie Lagerwerff). Utrecht, VVDM, 1970
- Fons Burger: Soldaten in het geweer. De roerige geschiedenis van tien jaar VVDM. Baarn, Het Wereldvenster, 1976. ISBN 9029308303
- Soldaten en kernwapens. Bijdrage van de VVDM aan de Kernwapendiskussie van het leger. Door Pieter Boot [et al.]. Utrecht, VVDM, 1980. ISBN 90-70455-01-3
- Tegen-geweld. De VVDM over het bestrijden en voorkomen van intimidatie en geweld in de krijgsmacht. Eindred.: Marcel Bullinga. Utrecht, VVVDM, 1988. ISBN 9070455072
- Frank de Kruif & Fred Lardenoye: Over lef gesproken! 25 jaar VVDM (met een voorwoord van Jan Wolkers). Breda, De Geus, 1991. ISBN 9052260583
- Henk Spaan: soldatenprotest 1966 - 1984, gepubliceerd in 2011 in privébeheer.